# Томский электротехнический завод
АО «Томский электротехнический завод» — советское и российское оборонное предприятие в г. Томске, находится на площади Кирова, по адресу пр. Кирова, 51а. 100 % минус 1 акция завода принадлежит Научно-производственной корпорации «Уралвагонзавод».
Численность работающих — около 400 человек. Директор — Борис Яковлевич Вологдин (с 12 ноября 2008 года). До этого внешним управляющим был Юрий Борисов.

## История
Основан приказом Наркомата электропромышленности № 7 от 10 марта 1942 года на базе бывшего филиала завода имени Лепсе, эвакуированного из Москвы осенью 1941. Первое наименование: «Томский завод радиомашин». Приказом народного комиссара эл/промышленности СССР № МК — 96 с от 25 марта 1942 г. заводу было присвоено номерное наименование — «Союзный завод № 690». Приказом Министерства электротехнической промышленности СССР № 073 от 7 июня 1989 года закрытое наименование было отменено и оставлено только открытое — Томский электротехнический завод. В 1961 и в 1976 годах за значительный вклад в реализацию важнейших Государственных программ, в том числе, и освоение космического пространства, завод был дважды награждён Орденом Трудового Красного Знамени.
В советское время предприятие занимало весь квартал, ограниченный проспектом Кирова и улицами Артёма, Усова и Киевской. В период с 2001 по 2008 год несколько принадлежавших заводу зданий были проданы другим компаниям из-за финансовых трудностей предприятия. Существовали длительные задержки по выплате зарплаты, задолженность перед бюджетом и внебюджетными фондами, другими кредиторами. Следствием такой ситуации явилось возбуждение в 2004 году в отношении предприятия дела о банкротстве. С 2005 по 2008 годы на заводе действовало внешнее управление. В феврале 2008 года дело о банкротстве было прекращено в связи с восстановлением платёжеспособности и погашением задолженности перед кредиторами.
В сентябре 2007 года УВД Томской области передало в суд уголовное дело в отношении двух бывших руководителей предприятия, обвинявшихся в развале предприятия и доведения его до банкротства. В результате их действий государству был причинён ущерб в размере более чем 30 миллионов рублей. По итогам рассмотрения дела оба руководителя были признаны виновными в совершении ряда преступлений и осуждены.

## Направления деятельности
Особенностью организации производства АО «ТЭТЗ» является ориентация на выпуск сложной, наукоёмкой продукции единичного и мелкосерийного производства. Наряду с традиционной номенклатурой завод активно осваивает новые перспективные виды продукции, пользующиеся спросом на рынке. Уровень технологических процессов, применяемых при производстве продукции и оказании услуг, обеспечивает соответствие всем требованиям ГОСТов и ТУ на изделия.
- Разработка, изготовление и испытание двигателей постоянного тока, асинхронных двигателей, электромашинных усилителей, статических преобразователей тока, изделий специального исполнения
- Производство и реализация электротехнической продукции
- Проведение испытаний электротехнических изделий
- Ремонт, внедрение электротехнических изделий
- Проектирование оснастки и нестандартного оборудования (пресс-форм, кокилей, проектирование штампов, кондукторов и прочей технологической оснастки)
- Услуги промышленного характера по изготовлению электротехнической продукции и полуфабрикатов
- Изготовление метизов (болты, гайки, винты)
- Литейное производство (литье под давлением, литье в кокиль, литье по выплавляемым моделям)
- Изготовление: наконечников, лепестков, скоб, хомутов

## Основные виды продукции
- Статические и электромашинные преобразователи частоты и напряжения, источники стабилизированного напряжения
- Электродвигатели постоянного тока
- Электромашинные усилители и исполнительные электродвигатели постоянного тока
- Специальные индукционные датчики перемещений
- Электродвигатели асинхронные трёхфазные
- Транзисторные регулируемые электроприводы постоянного тока одно-, двух-, трех- координатные с исполнительными двигателями мощностью 0,075 — 0,55 кВт
- Сигнализаторы прохождения разделителей акустические и датчики герметичности камер пуска-приема очистных устройств для магистральных и промысловых нефтепроводов
- Тахогенераторы

## Санкции
23 февраля 2024 года, из-за российского вторжения в Украину, завод включён в санкционный список стран Евросоюза:

Предприятие модернизирует Т-90 в сотрудничестве и под управлением головной компании Уралвагонзавод. Таким образом, ОАО "Томский электротехнический завод" поддерживает материально действия, которые подрывают и угрожают территориальной целостности, суверенитету и независимости Украины. Более того, оно поддерживает, получает выгоду от правительства РФ, которое несёт ответственность за аннексию Крыма и дестабилизацию Украины.— «Официальный журнал Европейского союза», Брюссель, 23 февраля 2024 года
1 мая 2024 года завод и директор Борис Вологдин включены в блокирующий санкционный список США за «полномасштабную войну и применение химического оружия против Украины», как производящий металлоизделия и электрооборудование для ВПК России. По аналогичному основанию завод находится в санкционных списках Украины и Швейцарии.